# Las Flores, Huatabampo
Las Flores är en ort i Mexiko.   Den ligger i kommunen Huatabampo och delstaten Sonora, i den västra delen av landet, 1 400 km nordväst om huvudstaden Mexico City. Las Flores ligger 10 meter över havet och antalet invånare är 142.
Terrängen runt Las Flores är mycket platt. Runt Las Flores är det ganska tätbefolkat, med 67 invånare per kvadratkilometer. Närmaste större samhälle är Huatabampo, 6,0 km öster om Las Flores. Trakten runt Las Flores består till största delen av jordbruksmark.